# Meromyza hugoanderssoni
Meromyza hugoanderssoni är en tvåvingeart som beskrevs av Nartshuk 2003. Meromyza hugoanderssoni ingår i släktet Meromyza och familjen fritflugor. Inga underarter finns listade i Catalogue of Life.